# Quest for Glory
Quest for Glory (do inglês, Em Busca da Glória) é uma série de jogos eletrônico hibrido de aventura/RPG, que foram projetados por Correy e Lori Ann Cole . A série foi criada no Sierra Creative Interpreter, um conjunto de ferramentas desenvolvido na Sierra especificamente para auxiliar no desenvolvimento de jogos de aventura. A série combina humor, elementos de quebra-cabeça, temas e personagens emprestados de varias lendas, trocadilhos e personagens memoráveis, criando uma série de 5 partes no estábulo da Sierra.
Este primeiro jogo apresentava um personagem sem nome, que era batizado pelo próprio jogador. Este podia ter três classes distintas de personagem: Guerreiro, Mago e Ladrão. Sua interface era bem simples, e necessitava a digitação das ações do personagem em língua inglesa, como "pegar pedra" (get rock), "atirar adaga" (throw dagger). Usavam-se as setas do teclado para a movimentação do personagem pela tela. A história se passava em algum país da Europa, dentro do vale de Spielburg. A filha e o filho do barão estavam desaparecidos, uma maga maligna chamada Baba Yaga assolava o vale, o grupo de bandidos "brigands" havia montado uma fortificação. Sua missão era reverter tudo isso.
Sua segunda edição: Quest for Glory II: Trial by Fire, lançada em 1990, foi considerada o melhor jogo de PC de todos os tempos por diversas publicações especializadas. Até hoje é cotado dentre os melhores jogos eletrônicos da história. Mantinha a mesma interface de texto para os comandos do personagem. Dessa vez, o herói de Spielburg viajava com os "Kattas" (um tipo de gato com formas humanóides que gerenciavam a pousada de Spielburg) do primeiro jogo para Shapeir, uma cidade num deserto com o aspecto do Saara. Eventos mágicos com os quatro elementais da natureza - fogo, terra, ar e água - assolavam a cidade. A cidade gêmea de Raseir havia caído nas mãos de um sultão maligno. Ao final, o herói coroava-se como príncipe de Shapeir.
A terceira edição - Quest For Glory III: Wages of War, começava com a partida do herói com seus amigos guerreiros Rakeesh - o paladino - e Uhura para a cidade de Tarna na savana de "Fricana". O povo leopardo e os guerreiros zulu estavam na iminência de uma guerra devido ao furto de artefatos sagrados de cada tribo. Ao longo do jogo, o herói descobria que um portal estava aberto, ligando o mundo dos demônios ao seu. Esse jogo, lançado em 1992, abandonava a interface escrita, adotando um visual gráfico VGA de 256 cores e interface "point and click" com o uso de mouse. Esse recurso facilitou bastante a jogabilidade para aqueles que não dominavam a língua inglesa.
O quarto jogo da série, Quest for Glory IV: Shadows of Darkness, 1994, era muito semelhante ao terceiro - embora o sistema de combate tenha apresentado uma modificação. O modo como a aventura terminou também dava a impressão de que a série estava encerrada.
Em 1998, foi lançado o quinto jogo da série, Quest for Glory V: Dragon Fire. Com gráficos muito superiores ao último jogo, além de um novo sistema de combate em tempo real, a mais recente aventura do herói sem nome foi um dos maiores sucessos da produtora naquele ano.